# Fiat Zicster
El Fiat Zicster es un automóvil concepto de la marca italiana Fiat presentado en el año 1996 en el Salón del Automóvil de Ginebra, Siendo una evolución en versión descapotable del concepto Fiat Zic de 1994, desarrollado por el Centro Stile Fiat

## Propulsor
El prototipo Fiat Zicster es un proyecto de vehículo ecológico que presenta un motor completamente eléctrico, capaz de desarrollar 30 cv de potencia máxima, lo que le permite alcanzar una velocidad máxima de 100 Kilómetros por hora y una autonomía máxima de 230 km de recorrido.